# William Castrogiovanni
William Castrogiovanni ist ein US-amerikanischer Theater- und Filmschauspieler.

## Leben
Castrogiovanni studierte an der New York University die Fächer Film- und Fernsehproduktion, die er mit dem Bachelor of Arts verließ. Anschließend studierte er Schauspiel an der University of California, Los Angeles und dem Playhouse West. Er besuchte außerdem Schauspielkurse an der Second City LA Conservatory und dem Bill Howey Acting Workshop.
Er sammelte erste schauspielerische Erfahrungen an verschiedenen Improvisationstheatern. 2015 feierte er sein Debüt als Fernsehschauspieler in einer Episode der Fernsehserie True Nightmares. Seitdem gehört er regelmäßig zu Besetzungen von Kurz- und Spielfilmen. 2019 übernahm er eine der Hauptrollen im Kurzfilm Room 566, der am 23. Oktober 2019 auf dem Marina Del Rey Film Festival uraufgeführt wurde.
Er gehört der SAG-AFTRA-Gewerkschaft an.

## Filmografie (Auswahl)
- 2015: True Nightmares (Fernsehserie, Episode 1x06)
- 2016: Visitants (Kurzfilm)
- 2016: Independents – War of the Worlds (Independents’ Day)
- 2016: The Hollywouldn'ts
- 2017: Connected (Kurzfilm)
- 2017: Trust (and Other Lies We Tell Ourselves to Sleep at Night)
- 2017: Marie (Kurzfilm)
- 2018: All Wrong (Fernsehserie, 2 Episoden)
- 2018: Demand Curve (Kurzfilm)
- 2018: People Magazine: Investigativ (Fernsehserie, Episode 3x03)
- 2019: First Love
- 2019: Rot
- 2019: Room 566 (Kurzfilm)
- 2019: Particular Me (Fernsehfilm)
- 2019: Dual Identity (Kurzfilm)
- 2020: Mortal Coil (Kurzfilm)
- 2020: Betrayed (Fernsehserie, Episode 4x10)
- 2021: An Actor Prepares to Turn 30 (Kurzfilm)
- 2021: Sleepwalker (Kurzfilm)
- 2022: All the Lord’s Men
- 2022: Wild West Chronicles (Fernsehserie, Episode 2x01)
- 2022: Adam2 (Kurzfilm)
- 2023: A Call (Kurzfilm)
- 2023: Opaque Buckets (Kurzfilm)
- 2023: The World Above (Kurzfilm)
- 2025: Adam2 (Kurzfilm)
- 2025: Jurassic Reborn

## Theater (Auswahl)
- Barely Legal (Next Stage Theatre)
- Scent of an Old Woman (Second City Los Angeles)
- Mrs. Sampson's Wife
- Peter's Time to Shine
- Squire Presents: The Gauntlet
- Squire Presents: The ChemLab